# Frank Watson Dyson
Frank Watson Dyson (Measham, 8 gennaio 1868 – mare di Città del Capo, 25 maggio 1939) è stato un astronomo inglese, noto per aver introdotto il segnale orario di Greenwich e per il ruolo giocato nel verificare la teoria della relatività di Einstein.
Il suo nome è ricordato altresì per i numerosi studi sulle eclissi solari; è stato un'autorità nel campo della spettroscopia della corona solare e della cromosfera.
Morì ritornando in Inghilterra dall'Australia: l'aereo sul quale viaggiava si inabissò in mare al largo di Città del Capo.

## Biografia
Dyson nacque a Measham, vicino ad Ashby-de-la-Zouch, nel Leicestershire, figlio del reverendo Watson Dyson, un ministro battista, e di sua moglie, Frances Dodwell.  La famiglia viveva in St John Street a Wirksworth mentre Frank aveva da uno a tre anni.  Si trasferirono nello Yorkshire quando lui era ancora un ragazzo. Lì frequentò la Heath Grammar School di Halifax e successivamente vinse borse di studio per la Bradford Grammar School e il Trinity College di Cambridge, dove studiò matematica e astronomia, laureandosi nel 1889.
Dyson, quarto da sinistra, viaggia in automobile; forse durante la Quinta Conferenza dell'Unione Internazionale per la Cooperazione nella Ricerca Solare, tenutasi a Bonn, Germania, 1913
Nel 1894 entrò a far parte della Royal Astronomical Society, della British Astronomical Association e gli fu assegnato il posto di Senior Assistant all'Osservatorio di Greenwich e lavorò al Catalogo Astrografico, che fu pubblicato nel 1905. Fu nominato Astronomo Reale per la Scozia dal 1905 al 1910, e Astronomo Reale (e Direttore del Royal Greenwich Observatory) dal 1910 al 1933. Nel 1928 introdusse nell'Osservatorio un nuovo orologio a pendolo libero, l'orologio più preciso disponibile a quel tempo e organizzò la trasmissione wireless regolare dalla stazione wireless GPO a Rugby of Greenwich Mean Time. Inoltre, nel 1924, introdusse la distribuzione dei "sei pips" attraverso la BBC. Fu per diversi anni presidente del British Horological Institute e fu insignito della medaglia d'oro nel 1928. 
Dyson era noto per i suoi studi sulle eclissi solari ed era un'autorità sullo spettro della corona e sulla cromosfera. A lui si attribuisce l'organizzazione di spedizioni per osservare l'eclissi solare del 1919 in Brasile e Príncipe, per la quale iniziò a prepararsi in modo piuttosto ottimistico prima dell'armistizio dell'11 novembre 1918. Dyson presentò le sue osservazioni dell'eclissi solare del 29 maggio 1919 ad una riunione congiunta della Royal Society e della Royal Astronomical Society il 6 novembre 1919. Le osservazioni confermarono la teoria di Albert Einstein sull'effetto della gravità sulla luce, che fino a quel momento era stata accolta con un certo scetticismo dalla comunità scientifica. 
Dyson morì a bordo di una nave mentre viaggiava dall'Australia all'Inghilterra nel 1939 e fu sepolto in mare.

## Onorificenze
- Componente della Royal Society - 1901
- Astronomo reale per la Scozia - 1905-1910
- Presidente della Royal Astronomical Society - 1911–1913
- Presidente della British Astronomical Association, 1916–1918
- Royal Medal of the Royal Society - 1921
- Bruce Medal - 1922
- Gold Medal of the Royal Astronomical Society - 1925
- KBE - 1926